# Samuel Powell
Samuel Powell (* 10. Juli 1776 in Norristown, Pennsylvania; † 2. August 1841 in Rogersville, Tennessee) war ein US-amerikanischer Politiker. Zwischen 1815 und 1817 vertrat er den Bundesstaat Tennessee im US-Repräsentantenhaus.

## Werdegang
Samuel Powell besuchte die öffentlichen Schulen seiner Heimat und danach das Philadelphia College. Nach einem anschließenden Jurastudium und seiner Zulassung als Rechtsanwalt begann er in seinem neuen Beruf zu arbeiten. Im Jahr 1800 zog er nach Blountville in Tennessee, wo er die erste Schule für Rechtswissenschaften in diesem Staat betrieb. 1805 zog er nach Rogersville weiter, wo er als Jurist praktizierte. Zwischen 1807 und 1809 gehörte er dem Superior Court of Law and Equity an; von 1812 bis 1813 war er Richter im ersten Gerichtsbezirk von Tennessee.
Politisch war Powell Mitglied der Demokratisch-Republikanischen Partei. Bei den in Tennessee staatsweit ausgetragenen Kongresswahlen des Jahres 1814 wurde er für das dritte Abgeordnetenmandat des Staates Tennessee in das US-Repräsentantenhaus in Washington, D.C. gewählt, wo er am 4. März 1815 die Nachfolge von John Rhea antrat. Da er im Jahr 1816 auf eine weitere Kandidatur verzichtete, konnte er bis zum 3. März 1817 nur eine Legislaturperiode im Kongress absolvieren.
Nach seinem Ausscheiden aus dem US-Repräsentantenhaus arbeitete Samuel Powell wieder als Anwalt. Zwischen 1819 und 1841 war er erneut Richter im ersten Gerichtsbezirk seines Staates. Er starb am 2. August 1841 in Rogersville.